# Claravis
Claravis Oberholser, 1899 è un genere di uccelli della famiglia Columbidae.

## Tassonomia
Comprende le seguenti specie:
- Claravis pretiosa (Ferrari-Pérez, 1886) - tortorina azzurra
- Claravis geoffroyi  (Temminck, 1811) - tortorina aliviola
- Claravis mondetoura (Bonaparte, 1856) - tortorina pettomarrone